# Летње доба (филм)
Летње доба или Летње време (енгл. Summertime или Summer Madness) је америчко-британска драма из 1955. режисера Дејвида Лина са Кетрин Хепберн, Росаном Брацијем, Дареном Макгавином и Исом Мирандом у главним улогама.

## Радња
Старија неудата жена по имену Џејн Хадсон долази у Венецију на одмор из свог родног Охаја. Упркос њеној фасцинацији локалним атракцијама, забава у коју град урони сваке вечери чини је акутно свесном своје усамљености. А онда једног дана у кафићу Џејн упознаје средовечног Италијана, а када после неког времена случајно налети на њега у једној од антикварница, постаје очигледно да је међу њима настала нека врста привлачности...

## Улоге
| Глумац           | Улога               |
| ---------------- | ------------------- |
| Кетрин Хепберн   | Џејн Хадсон         |
| Росано Браци     | Ренато де Роси      |
| Иса Миранда      | Сињора Фјорини      |
| Дарен Макгавин   | Еди Јејгер          |
| Мери Алдон       | Фил Јејгер          |
| Џејн Роуз        | Госпођица Макилхени |
| Макдоналд Парк   | Господин Макилхени  |
| Гаетано Аутијеро | Мауро               |